# Yashumasa Kanada
En aquest nom japonès, el cognom és Kanada.
Yashumasa Kanada (japonès: 金田康正)  (Himeji, 1949 - 11 de febrer de 2020) va ser un matemàtic japomès conegut pels seus nombrosos rècords de càlcul de xifres decimals als dos nombres irracionals més investigats pels ordinadors: π i l'arrel quadrada de 2. Va ser professor al Departament de "Ciència de la Informació" a la Universitat Nacional de Tokio, al Japó.
L'any 2003, Kanada va mantenir el rècord mundial pel càlcul de nombrosos decimals a l'expansió decimal del nombre pi – aplegant als 1.2411 bilions de dígits. El càlcul va trigar més de 600 hores a un superordinador, 64 nodes de HITACHI SR8000/MPP. Alguns dels seus competidors als darrers anys han estat Jonathan i Peter Borwein, més coneguts com els Germans Chudnovsky.